# 豹爪行动
豹爪行动（英語：Operation Panther's Claw）是一个英国在2009年6月领导的军事行动。它是阿富汗战争的一部份，针对塔利班在阿富汗南部赫尔曼德省最后剩余的据点。行动目的是保护一些运河及河流交会点 ，以使駐阿富汗國際維和部隊永久地部署在该地区。
这次军事行动很复杂，涉及12架奇努克直升机，由其他13架飞机协助，其中包括武装直升机，喷气式飞机以及无人驾驶的飞机。这些飞机将数百名英国部队空投到赫尔曼德省拉什卡尔加北部的巴巴基。国际安全援助部队表示，反叛份子发动了一系列攻击来阻扰军事行动，然而英国部队将他们击退，并打死了一些激进份子。在今后几个星期之内，这个地区将交给阿富汗警方管理。

## 反应
英国首相布朗赞扬英国在阿富汗赫尔曼德省的袭击行动取得了胜利。但是英国公众对他的评论反应不一，因为民众对卷入阿富汗战事日生厌倦。设在伦敦的英国皇家国际事务研究所的国际安全问题专家保罗·科尼什说，要说英国在赫尔曼德省的军事行动已大功告成还为时过早。他说，保卫这片土地的安全是一回事，而守住这一安全局面却是另一回事。